# Велико Рударе
Велико Рударе архаично Доње Рударе (алб. Rudar i Madh) је насеље у општини Звечан на Косову и Метохији. Атар насеља се налази на територији катастарске општине Велико Рударе површине 1059 ha, по општинским проценама 919 ha. Село Велико Рударе налази се на 2 km источно од Звечана на половини брда испод највишег врха брда Соколица (914 м), а данас је највећим делом концентрисано поред магистралног пута Приштина – Краљево.
Помиње се у Светостефанској повељи Краља Милутина из 1313. године као Рударе, и у турском попису из 1455. године као Рударије и највеће село у Звечанској нахији са пописаних 79 хришћанских кућа. У касанијим пописима број хришћанских кућа се смањује, а нарочито после велике сеобе 1690. године. По народним предањима у овом селу повећање броја српског становништва започиње крајем XVIII века враћањем људи на своја вековна огњишта. Иако је изградњом металуршких капацитета један део квалитене земље одузет од мештана Великог Рудара из године у годину расте број становника овог насеља. Село нема школу, деца одлазе у основну школу Вук Караџић у Звечану.
Село је добро повезано јер кроз село пролази магистрални пут Приштина – Краљево и пут према манастиру Соколици, али неке улице у селу нису асфалтиране. Село је повезано на градски водовод, а делови имају сеоски водовод. Већина домаћинстава има фиксне телефоне.

## Порекло становништва по родовима
- Ђуриновићи: Петровићи, Игњатовићи, Пајићи, Милићи, Совронијевићи, Радосављевићи (45 кућа, Ђурђевдан и Св. Никола зимњи). У Великој сеоби дођоше „из Црне Горе“ три брата Ђуриновића: Петар, Милутин и Миљко. Петар оста у селу и остави потомке. Од њега су сви „светођорци“ у селу. Милутин оде у Стрмац у Ибарском Колашину, а Миљко се одсели у село Ловац у Бањској.

Око 1850. пређоше из Горњег Рудара Морачани:
- Марковићи, Нешковићи и Миленковићи (7 кућа, Аранђеловдан)).

Нови досељеници после 1900. године су:
- Милојевић (1 кућа, Св. Јован Крститељ) из Житковца „Преко Ибра“, домазет „удао се на жену“ Радосављевића.
- Вуксановић (1 кућа, Ђурђевдан), од Милошевића из Бољетина, је „усињеник“ — усиновљеник једног Радосављевића – од Ђуриновића.[1]

## Демографија
Према проценама из 2009. године које су коришћене за попис на Косову 2011. године, ово насеље је имало 32 становника, већина Срби.
| Година       | 1948 | 1953 | 1961 | 1971 | 1981 | 1991 | 2011 |
| ------------ | ---- | ---- | ---- | ---- | ---- | ---- | ---- |
| Становништво | 539  | 520  | 545  | 577  | 610  | 628  | 32   |

|  |